# Premiership Women's Rugby
La Premiership Women's Rugby es un torneo profesional de rugby femenino de Inglaterra.

## Historia
El Premier 15s fue fundado por la RFU en octubre de 2016 como Women's Super Rugby, donde los equipos involucrados tendrían que invertir en instalaciones de entrenamiento y cumplir con estándares mínimos más altos. La RFU invertirá millones de libras en los clubes durante las primeras tres temporadas para ayudar a desarrollar estándares mejorados. Un requisito mínimo en la nueva liga incluía desarrollar un recurso de entrenamiento profesional para apoyar a los jugadores en el entrenamiento durante la semana.
El torneo reemplazo a la extinta Women's Premiership, que fue el principal torneo femenino de Inglaterra entre la temporada 1988/89 y 2016/17.
Su primer campeón fue el equipo de Saracens en la temporada 2017-18.

## Campeones
| Temporada | Campeón                               | Subcampeón                            |
| --------- | ------------------------------------- | ------------------------------------- |
| 2017-18   | Saracens                              | Harlequins                            |
| 2018-19   | Saracens                              | Harlequins                            |
| 2019-20   | Cancelada por la pandemia de COVID-19 | Cancelada por la pandemia de COVID-19 |
| 2020-21   | Harlequins                            | Saracens                              |
| 2021-22   | Saracens                              | Exeter Chiefs                         |
| 2022-23   | Gloucester-Hartpury                   | Exeter Chiefs                         |
| 2023-24   | Gloucester-Hartpury                   | Bristol Bears                         |
| 2024-25   | Gloucester-Hartpury                   | Saracens                              |
| 2025-26   | A disputarse                          | A disputarse                          |

## Allianz Cup
- Es la Copa nacional para los equipos participantes de la Premiership, fundado en la temporada 2021/22.

| Temporada | Campeón       | Subcampeón    |
| --------- | ------------- | ------------- |
| 2021-22   | Exeter Chiefs | Harlequins    |
| 2022-23   | Exeter Chiefs | Saracens      |
| 2023-24   | Saracens      | Bristol Bears |